# Reidar Särestöniemi

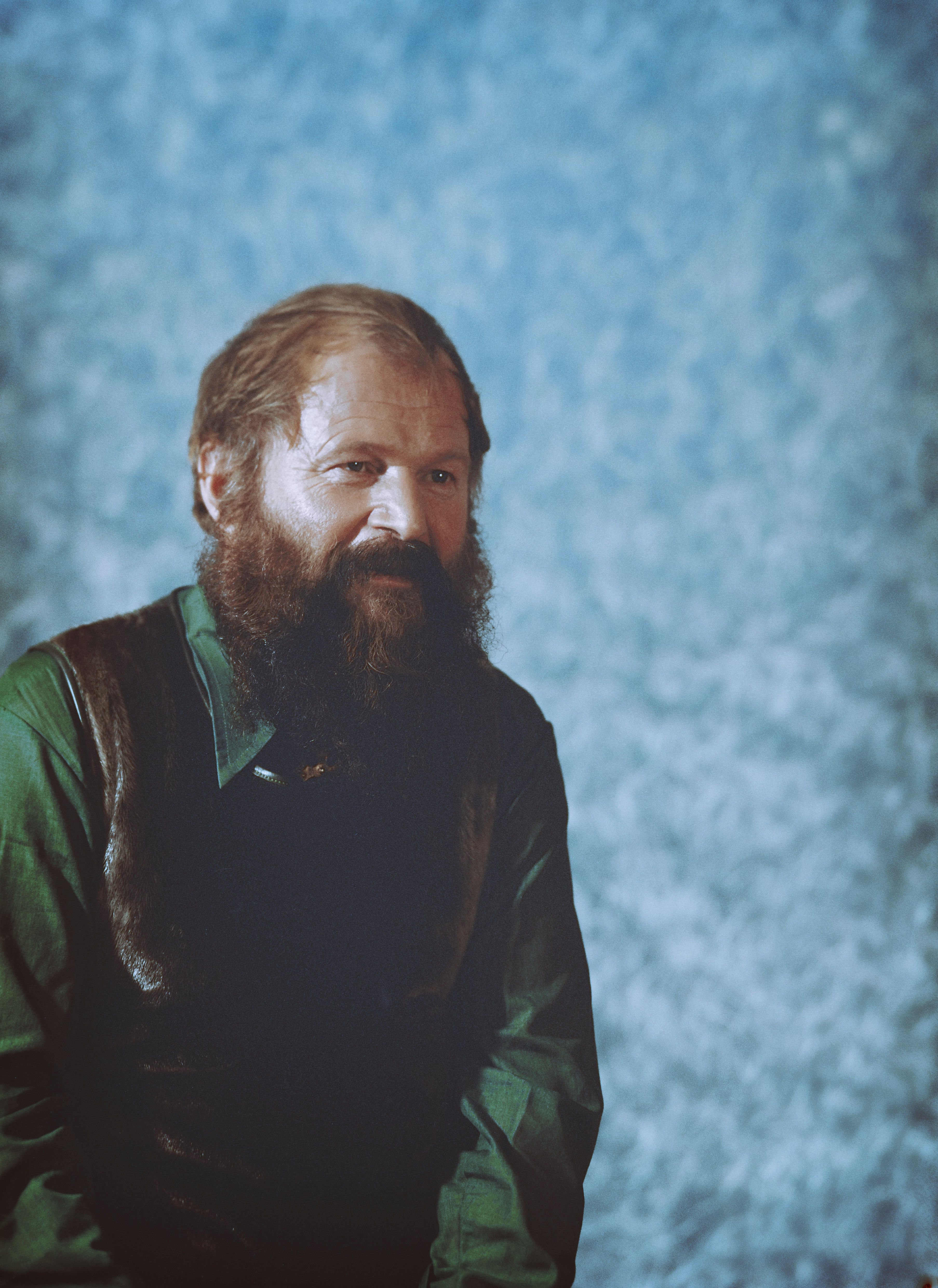
Reidar Särestöniemi år 1975.

Reidar Särestöniemi  (till 1931 Kaukonen), född 14 maj 1925 på en gård nio kilometer från byn Kaukonen i Kittilä i finländska Lappland, död 27 maj 1981 i Kittilä, var en finländsk målare.
Reidar Särestöniemi växte upp som den yngste av sju barn till Matti och Alma Kaukonen, sedermera Särestöniemi, på gården Särestöniemi vid Ounasjokiälven. Familjen livnärde sig på jordbruk och renskötsel.
Han utbildade sig vid Finlands Konstakademis Ritskola i Helsingfors 1947–1952 för Kurt Heinonen (1915–1983), Erkki Koponen (1899–1996) och Olli Miettinen (1899–1969), och samtidigt i teckning vid Helsingfors universitet för Erkki Kulovesi (1895–1971) och Gösta Diehl. I hans bekantskapskrets ingick författare, och han gick, efter att redan i ungdomen blivit marxist, på politiska möten. År 1952 gjorde han sin första resa till Frankrike och Italien.
Han byggde på sina studier vid Ilja Repin-institutet för konst, skulptur och arkitektur i Leningrad 1956–1959. Han hade därefter sin första separatutställning, i Helsingfors, och gjorde sedan en snabb konstnärlig karriär. Med undantag för studieåren levde Reidar Särestöniemi hela sitt liv på födelsegården. Den omgivande naturen i Lappland och människorna i norr med sina myter och berättelser var hans främsta motivkrets.

## Särestöniemi-museet
Reidar Särestöniemi byggde två ateljéer på sin gård i Lappland. Den första brann på nyårsafton 1977, då en mängd av hans verk förstördes. Den nya ateljén och det nya konstgalleriet uppfördes efter ritningar av Reima och Raili Pietilä. Dessa byggnader är sedan 1985 del av ett konstnärsmuseum tillsammans med Särestöniemi-familjens gård med en huvudbyggnad från slutet av 1800-talet.